# Le Butcherettes
Le Butcherettes est un groupe de garage rock mexicain, originaire de Guadalajara, Jalisco. Il est formé en 2007 par la musicienne Teri Gender Bender.

## Biographie
Le Butcherettes est formé par la chanteuse et guitariste Teri Gender Bender, qui, plus tard, a recruté le batteur Auryn Jolene pour former un duo. Le groupe s'est rapidement fait connaître dans la scène underground du Mexique, de par ses représentations engagées, en utilisant des accessoires symboliques comme le balai, des tabliers ensanglantés, en référence à la condition des femmes depuis les années 1950. Teri Gender Bender a également utilisé du sang artificiel, de la farine, des œufs, de la viande, et une véritable tête de porc sur scène.
Le groupe se fait rapidement un nom et est élu à deux reprises aux Indie-O Music Awards de 2009. Le Butcherettes joue plusieurs concerts comme le Hellow Fest 2009 de Monterrey, et le Vive Latino. Le groupe joue aussi avec d'autres groupes comme The Dead Weather à Mexico et Guadalajara. En janvier 2010, Le Butcherettes est invité par le groupe américain Yeah Yeah Yeahs en concert à Monterrey, Guadalajara et Mexico. Le groupe tourne en Europe avec The Mars Volta et Amérique du Nord avec le groupe Antemasque en 2014 et 2015.
En juin 2015, le groupe annonce la sortie d'un nouvel album, A Raw Youth, pour le 18 septembre, produit par Omar Rodríguez-López et qui fait participer John Frusciante et Iggy Pop,.

## Membres

### Membres actuels
- Teresa Suárez (Teri Gender-Bender) - chant, guitare, claviers
- Rikardo Rodriguez Lopez - basse
- Alejandra Robles Luna - batterie

### Anciens membres
- Lia Braswell - batterie (2011-2014)
- Auryn Jolene - batterie (2007-2009)
- Normandi Heuxdaflo - batterie (2009-2011)
- Gabe Serbian - batterie (2011)
- Jonathan Hischke - basse, claviers (2011)
- Omar Rodríguez-López - basse (2011-2013)
- Jamie Aaron Aux - basse (2015)
- Chris Common - batterie (2014-2016)
- Casanova Vega - basse (2010)
- Carlos Om - basse (2010)
- Enrique Rangel Arroyo - basse
- Ana Cristina Morelos

## Discographie

### Albums studio
- 2011 : Sin Sin Sin
- 2014 : Cry Is For the Flies
- 2015 :  Raw Youth (Ipecac Recordings)

### Singles & EPs
- 2008 : Kiss and Kill (EP)
- 2011 : iTunes Live: SXSW (EP)
- 2015 : Chaos As Usual (split with Melvins) (EP)
- 2015 : Shave the Pride 7"
- 2016 : House Hunter Flexi-Disc
- 2018 : spider/WAVES (single)
- 2018 : struggle/STRUGGLE (single)
- 2018 : strong/ENOUGH (single)